# Ranbir Kapoor
Ranbir Kapoor (Bombay, Maharashtra, 28 de septiembre de 1982) es un actor y cantante indio destacado de Bollywood. Es hijo del actor indio Rishi Kapoor y nieto del cineasta Raj Kapoor; miembro de la famosa Familia Kapoor.
Debutó en Saawariya (2007) de Sanjay Leela Bhansali y tuvo exítos de taquilla con Wake Up Sid, Ajab Prem Ki Ghazab Kahani y Bachna Ae Haseeno. Se ganó los elogios de la crítica por Rajneeti y Rocket Singh. Rajneeti es la segunda película más taquillera del año 2010.
En el 2018 se le dio la gran oportunidad de protagonizar película "Sanju" que ser basada en la biografía del gran actor Sanjay Dutt.

## Vida personal
En 2018, Bhatt comenzó a salir con la actriz Alia Bhatt, su coprotagonista en Brahmāstra (2022). Se casaron el 14 de abril de 2022 en una ceremonia privada en Bombay. En junio de 2022 anunciaron que iban a ser padres y en noviembre nació su hija.

## Filmografía
| Films that have not yet been released | Película(s) que aún no han sido lanzadas |

| Año  | Película                   | Papel                  | Notas                                                  |
| ---- | -------------------------- | ---------------------- | ------------------------------------------------------ |
| 2007 | Saawariya                  | Raj                    | Ganador, Premio Filmfare al Mejor Debut (Masculino)    |
| 2008 | Bachna Ae Haseeno          | Raj Sharma             | Película de Romance                                    |
| 2009 | Ajab Prem Ki Ghazab Kahani | Prem Shankar Sharma    | Comedia Musical                                        |
| 2009 | Wake Up Sid                | Siddharth Mehra        | Película de Romance                                    |
| 2010 | Rajneeti                   | Samar Pratap           | Suspenso                                               |
| 2010 | Anjaana Anjaani            | Akash                  | Comedia Romántica                                      |
| 2011 | Rockstar                   | Jordam                 | Drama                                                  |
| 2012 | Barfi                      | Murphy "Barfi" Johnson | Premio Filmfare al Mejor Actor                         |
| 2013 | Bombay Talkies             | Él mismo               | Aparición especial en la canción "Apna Bombay Talkies" |
| 2013 | Yeh Jawaani Hai Deewani    | Kabir "Bunny" Thapar   | Nominado al Premio Filmfare al Mejor Actor             |
| 2013 | Besharam                   | Babli                  | También canta en playback la canción "Love Ki Ghanti"  |
| 2014 | PK                         | Alien                  | Aparición especial                                     |
| 2015 | Roy                        | Roy                    | Drama                                                  |
| 2015 | Bombay Velvet              | Johnny Balraj          | Suspenso/Drama                                         |
| 2015 | Tamasha                    | Ved                    | Protagonista con Deepika Padukone                      |
| 2016 | Ae Dil Hai Mushkil         | Ayan                   | Protagonista con Anushka Sharma                        |
| 2017 | Jagga Jasoos               | Jagga                  | Protagonista con Katrina Kaif                          |
| 2018 | Sanju                      | Sanjay Dutt            | Película basada en la vida del actor Sanjay Dutt       |
| 2022 | Brahmastra (film)          | Shiva                  | Próxima película(con Alia Bhatt)                       |

## Premios

### Premios Filmfare
- 2008 - Premio Filmfare al Mejor Debut (Masculino) - Saawariya
- 2010 - Premio Filmfare de los Críticos al Mejor Actuación (Actor) - Wake Up Sid, Ajab Prem Ki Ghazab Kahani y Rocket Singh: Salesman of the Year
- 2012 - Premio Filmfare al Mejor Actor - Rockstar (2011 film)
- 2013 - Premio Filmfare al Mejor Actor - Barfi!

### International Indian Film Academy Awards
- 2008 - IIFA Star Debut Award - Saawariya[5]

### Star Screen Awards
- 2008 - Star Screen Award for Most Promising Newcomer – Male - Saawariya
- 2008 - Nokia Future of Entertainment Award

### Zee Cine Awards
- 2008 - Zee Cine Award for Best Male Debut - Saawariya

### Stardust Awards
- 2008 - Stardust Superstar of Tomorrow – Male - Saawariya
- 2010 - Stardust Superstar of Tomorrow – Male - Wake Up Sid y Ajab Prem Ki Ghazab Kahani

### Apsara Film & Televisión Producers Guild Awards
- 2008 - Best Male Debut - Saawariya
- 2010 - Entertainer of the Year[6]

### Otros premios
- 2007 -  Star's Sabsey Favourite Kaun Awards, Sabsey Favourite Naya Hero - Saawariya
- 2007 -  HT Café Film Awards, Best Newcomer Award (Male) - Saawariya
- 2008 -  Samsung zoom Glam Awards, Glam Debutant (Male) - Saawariya[7]
- 2008 -  Bollywood People's Choice Awards, Best Male Debut - Saawariya[8]
- 2009 - El hombre más sexy de la India - People[9]
- 2009 - Indian Television Awards, Best Entertainers Award (con Katrina Kaif)[10]
- 2010 - NDTV Indian of the Year Award, Male Entertainer of the Year[11]
- 2010 - FICCI Frames 2010 Excellence Awards, Entertainer of the Year[12]
- 2012 - Premios Iffa Awards al Mejor Actor (Rockstar (2011 film))
- 2013 - Premios Iffa Awards al Mejor Actor (Barfi!)